# Laura Jansen

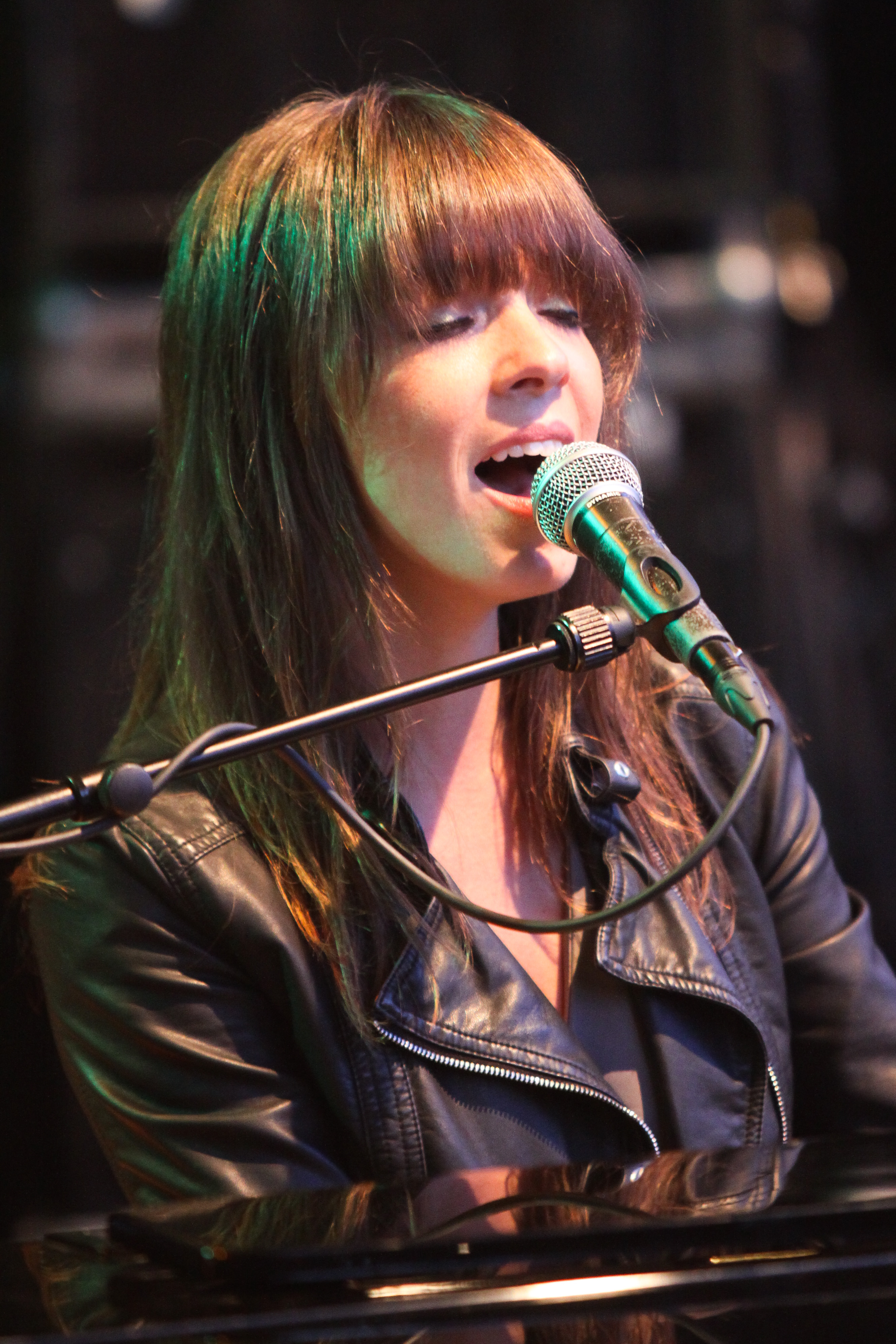
Laura Jansen beim Summer Square Festival 2010 in Hengelo

Laura Jansen (* 4. März 1977 in Breda) ist eine US-amerikanisch-niederländische Sängerin und Songschreiberin.

## Leben und Wirken
Laura Jansen wurde 1977 in Breda als Tochter einer US-amerikanischen Mutter und eines niederländischen Vaters geboren. Daher besitzt sie beide Staatsangehörigkeiten. Als sie mit ihrer Familie in Brüssel lebte, begann sie im Alter von fünf Jahren, Klavier zu spielen. In den folgenden Jahren lebte sie mit ihrer Familie in Zürich und in Connecticut.
Jansens Lieblingsmusik stammte von Queen, Joni Mitchell und Barbra Streisand, aber sie hörte auch gerne klassische Musik und die von ihrer Mutter geliebte brasilianische Musik. In der Highschool sang sie im Chor und trat in Musicals auf.
Aufgrund ihrer Leidenschaft für die Politik arbeitete Jansen für die Vereinten Nationen in Genf und studierte am College Politikwissenschaft. Ihr Traum war es, als erste Frau Generalsekretär der Vereinten Nationen zu werden. Sie brach das Studium jedoch ab, nachdem ein guter Freund, ein Menschenrechtsaktivist, in Afrika ermordet worden war.
Die nächsten zwei Jahre verbrachte Jansen an einer Musikhochschule in den Niederlanden und sammelte Erfahrung als Musikerin auf Hochzeitsfeiern, bevor sie mit einem Stipendium an das Berklee College of Music in Boston, Massachusetts, wechselte. Nachdem sie ihr Studium abgeschlossen hatte, zog sie in die Music City Nashville, Tennessee, um Songschreiberin zu werden. Sie fand sich in der Stadt jedoch nicht zurecht und war stattdessen im Einzelhandel tätig.
Seit 2003 lebt Jansen in Los Angeles, Kalifornien. Dort wollte sie ihre zweite Chance nutzen, um Songschreiberin zu werden. Zunächst trat sie im Club The Hotel Café auf, in dem schon viele bekannte Sänger und Songschreiber wie Katy Perry, John Mayer und Sara Bareilles ihre Karriere begonnen hatten.
Am 26. Februar 2007 erschien ihre erste EP Trauma. Dadurch wurde das Fernsehnetzwerk MTV auf sie aufmerksam und verwendete mehrere Stücke der EP für Serien wie The Real World und Newport Harbor. Im gleichen Jahr wurde Jansen im Hotel Café von dem US-amerikanischen Sänger Joshua Radin entdeckt, der sie daraufhin mit auf Tour nahm. Dabei trat sie 2008 sechs Wochen lang als Vorgruppe auf, unterstützte Radin als Backgroundsängerin und begleitete ihn am Klavier.

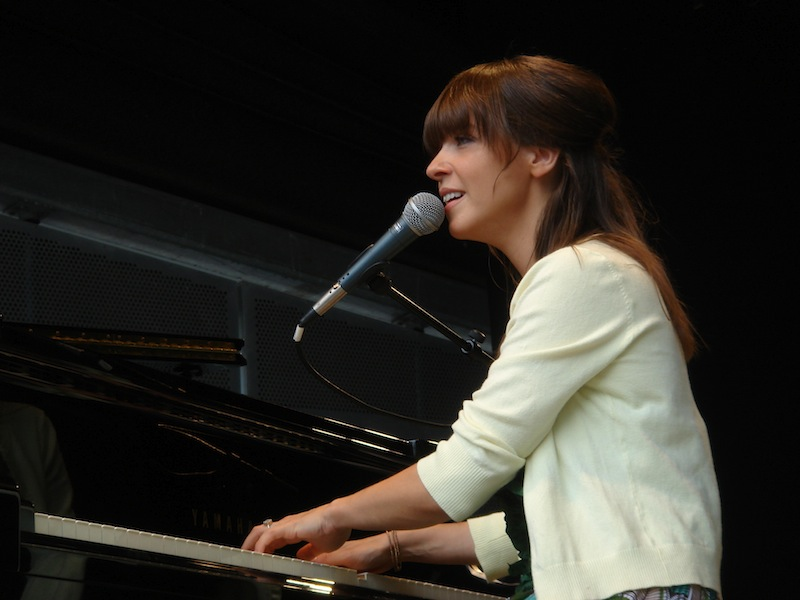
Laura Jansen im Vondelpark in Amsterdam 2010

Nach ihrer Rückkehr wurde sie ein Teil der nationalen Hotel Café Tour neben Sängerinnen wie Ingrid Michaelson und Rachael Yamagata. Jansen wurde zu einigen Auftritten in ihr Geburtsland Niederlande eingeladen, was dazu führte, dass sie von Universal Music unter Vertrag genommen wurde. Am 4. September 2009 veröffentlichte sie ihr erstes Album Bells. In den Niederlanden hielt sich das Album 95 Wochen in den Charts, erreichte zwischenzeitlich Chartplatz sechs und Platin-Status. Im September 2009 tourte sie mit William Fitzsimmons als Mitglied seiner Band und Vorgruppe durch Europa.
Ihren größten Erfolg hatte Jansen mit einer Coverversion des Titels Use Somebody von den Kings of Leon. Diese Piano-Version hatte sie für eine populäre niederländische Radioshow eingeübt und dort gespielt. Die Resonanz war so groß, dass das Label entschied, den Song aufzuzeichnen. Der Song hielt sich 62 Wochen in den Single Top 100 und erreichte Platz acht. In den Top 40 hielt er sich 14 Wochen und erreichte Platz 13. Außerhalb der Niederlande konnte sich der Titel jedoch nicht in den Charts platzieren, obwohl er zum Radiohit und öfters bei Castingshows gecovert wurde.
Im Jahr 2011 kehrte sie in die USA zurück. Zunächst ging sie wieder mit Joshua Radin als Vorgruppe und Bandmitglied auf Tour durch die USA und Kanada. Danach begann sie ihre eigene Tour mit Konzerten in New York, Chicago, Los Angeles und mehreren Auftritten beim Festival South by Southwest. Im August 2011 war sie mit dem belgischen Sänger Milow auf Tour durch Deutschland.
Am 4. Dezember 2012 veröffentlichte Jansen ihre Single Same Heart, die sie mit Tom Chaplin, dem Frontmann der englischen Rockband Keane, eingesungen hatte. Dieser Song war die Hymne für den 3FM Serious Request 2012, eine jährlich stattfindende Spendenaktion. Der Song erreichte in den Single Top 100 Platz sechs. Am 22. März 2013 veröffentlichte sie ihr zweites Album Elba. Es erreichte in den Niederlanden Chartplatz fünf und hielt sich 22 Wochen in den Charts.
Im Jahr 2015 begann Jansen, in ihrer Stadt Flüchtlinge zu unterstützen. Später ging sie für über zwei Jahre nach Lesbos und organisierte Hilfe und Unterstützung beim Aufbau von Camps.

## Preise
2011: Zilveren Harp; niederländischer Musikpreis

## Diskografie (Auswahl)

### Alben
| Jahr | Titel          | Höchstplatzierung, Gesamtwochen, AuszeichnungChartsChartplatzierungen (Jahr, Titel, Platzierungen, Wochen, Auszeichnungen, Anmerkungen) | Anmerkungen                             |
| Jahr | Titel          | NL | Anmerkungen                             |
| ---- | -------------- | --- | --------------------------------------- |
| 2009 | Bells          | NL6 Platin · (95 Wo.)NL | Erstveröffentlichung: 4. September 2009 |
| 2013 | Elba           | NL5 (22 Wo.)NL | Erstveröffentlichung: 22. März 2013     |
| 2021 | We Saw a Light | NL45 (1 Wo.)NL | Erstveröffentlichung: 7. Mai 2021       |

### Singles
| Jahr | Titel Album   | Höchstplatzierung, Gesamtwochen, AuszeichnungChartsChartplatzierungen (Jahr, Titel, Album, Platzierungen, Wochen, Auszeichnungen, Anmerkungen) | Anmerkungen                                              |
| Jahr | Titel Album   | NL | Anmerkungen                                              |
| ---- | ------------- | --- | -------------------------------------------------------- |
| 2009 | Single Girls  | — | Erstveröffentlichung: 26. Juni 2009                      |
| 2009 | Use Somebody  | NL13 (14 Wo.)NL | Erstveröffentlichung: 16. Oktober 2009                   |
| 2010 | Wicked World  | NL22 (9 Wo.)NL | Erstveröffentlichung: 12. März 2010                      |
| 2012 | Same Heart    | NL25 (4 Wo.)NL | Erstveröffentlichung: 4. Dezember 2012 feat. Tom Chaplin |
| 2013 | Queen of Elba | NL35 (4 Wo.)NL | Erstveröffentlichung: 22. Februar 2013                   |
| 2013 | Stapje terug  | — | Erstveröffentlichung: 11. Oktober 2013 feat. Fit         |